# Lista de canções gravadas por Billie Eilish

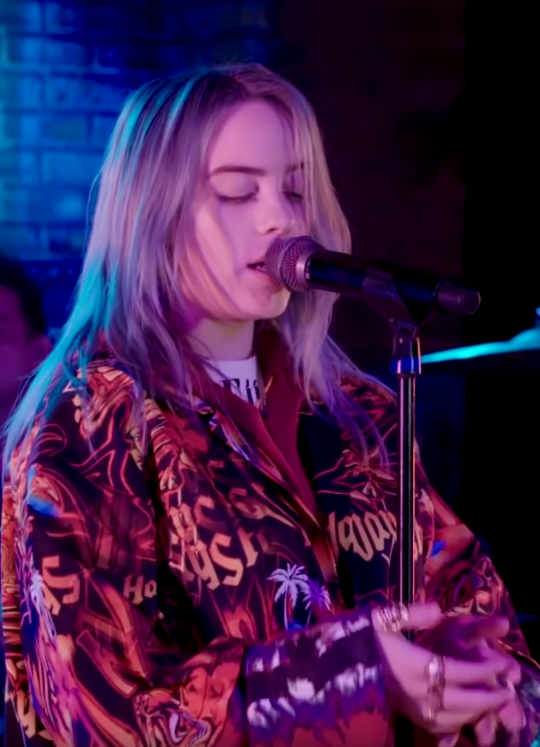
Eilish performando para MTV em 2019.

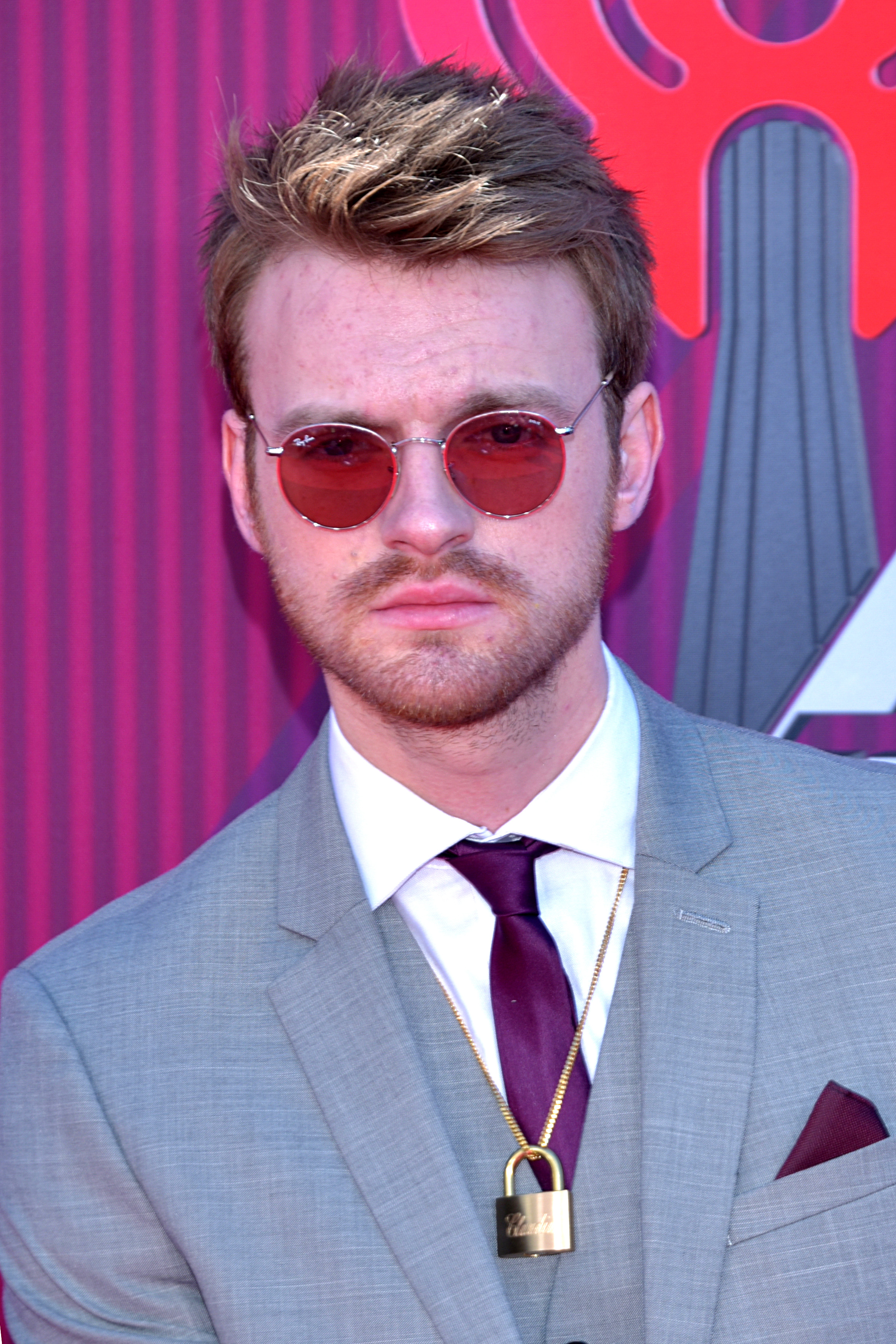
Irmão de Eilish, Finneas O'Connell, que co-escreve e produz a maioria das canções de Eilish.

Esta é uma lista de canções gravadas pela cantora e compositora estadunidense Billie Eilish, que já lançou três álbuns de estúdio, cinco extended plays, um álbum de vídeo e um álbum ao vivo. Finneas O'Connell, o irmão de Eilish, é co-escritor e produtor da grande maioria das canções de Eilish, tendo, inclusive, escrito sozinho o primeiro single de sucesso comercial da irmã, Ocean Eyes, posteriormente lançado mundialmente pelas gravadoras Darkroom e Interscope.
O álbum de estreia de Eilish, When We All Fall Asleep, Where Do We Go?, também se tornou, rapidamente, um sucesso global, alcançando o topo da Billboard 200 e da Billboard Hot 100, com o single "Bad Guy". Outras canções do mesmo álbum também conquistaram posições na parada, tais como: "When the Party's Over", "Bury a Friend", "Wish You Were Gay", "You Should See Me in a Crown", "All the Good Girls Go to Hell", "My Strange Addiction", "Xanny", "8", "Ilomilo", "Listen Before I Go" e "I Love You".

## Canções
| † | Denota lançamento como single |

| Canção                          | Compositor(es)                                                                  | Álbum                                                     | Ano  | Ref.          |
| ------------------------------- | ------------------------------------------------------------------------------- | --------------------------------------------------------- | ---- | ------------- |
| "!!!!!!!"                       | Billie Eilish O'Connell Finneas O'Connell                                       | When We All Fall Asleep, Where Do We Go?                  | 2019 | [ 3 ]         |
| "&Burn"                         | Vince Staples Finneas O'Connell                                                 | Don't Smile at Me                                         | 2017 | [ 4 ]         |
| "8"                             | Billie Eilish O'Connell Finneas O'Connell                                       | When We All Fall Asleep, Where Do We Go?                  | 2019 | [ 3 ]         |
| "All the Good Girls Go to Hell" | Billie Eilish O'Connell Finneas O'Connell                                       | When We All Fall Asleep, Where Do We Go?                  | 2019 | [ 3 ]         |
| "Bad Guy"                       | Billie Eilish O'Connell Finneas O'Connell                                       | When We All Fall Asleep, Where Do We Go?                  | 2019 | [ 3 ]         |
| "Bellyache"                     | Billie Eilish O'Connell Finneas O'Connell                                       | Don't Smile at Me                                         | 2017 | [ 5 ]         |
| "Billie Bossa Nova"             | Billie Eilish O'Connell Finneas O'Connell                                       | Happier Than Ever                                         | 2021 | [ 6 ]         |
| "Birds of a Feather"            | Billie Eilish O'Connell                                                         | Hit Me Hard and Soft                                      | 2024 | [ 7 ]         |
| "Bittersuite"                   | Billie Eilish O'Connell Finneas O'Connell                                       | Hit Me Hard and Soft                                      | 2024 | [ 7 ]         |
| "Bitches Broken Hearts"         | Billie Eilish O'Connell Finneas O'Connell                                       | Adicionado à nenhum álbum                                 | 2018 | [ 8 ]         |
| "Blue"                          | Billie Eilish O'Connell Finneas O'Connell                                       | Hit Me Hard and Soft                                      | 2024 | [ 7 ]         |
| "Bored"                         | Billie Eilish O'Connell Finneas O'Connell Aron Forbes Tim Anderson              | Trilha Sonora de 13 Reasons Why: Season 1                 | 2017 | [ 9 ]         |
| "Bury a Friend"                 | Billie Eilish O'Connell Finneas O'Connell                                       | When We All Fall Asleep, Where Do We Go?                  | 2019 | [ 10 ]        |
| "Chihiro"                       | Billie Eilish O'Connell Finneas O'Connell                                       | Hit Me Hard and Soft                                      | 2024 | [ 7 ]         |
| "Come Out and Play"             | Billie Eilish O'Connell Finneas O'Connell                                       | Adicionado à nenhum álbum                                 | 2018 | [ 11 ]        |
| "Copycat"                       | Billie Eilish O'Connell Finneas O'Connell                                       | Don't Smile at Me                                         | 2017 | [ 12 ]        |
| "Everybody Dies"                | Billie Eilish O'Connell Finneas O'Connell                                       | Happier Than Ever                                         | 2021 | [ 6 ]         |
| "Everything I Wanted"           | Billie Eilish O'Connell Finneas O'Connell                                       | Adicionado à nenhum álbum                                 | 2019 | [ 13 ]        |
| "Getting Older"                 | Billie Eilish O'Connell Finneas O'Connell                                       | Happier Than Ever                                         | 2021 | [ 6 ]         |
| "Goldwing"                      | Billie Eilish O'Connell Finneas O'Connell                                       | Happier Than Ever                                         | 2021 | [ 6 ]         |
| "Goodbye"                       | Billie Eilish O'Connell Finneas O'Connell                                       | When We All Fall Asleep, Where Do We Go?                  | 2019 | [ 3 ]         |
| "Halley's Comet"                | Billie Eilish O'Connell Finneas O'Connell                                       | Happier Than Ever                                         | 2021 | [ 6 ]         |
| "Happier Than Ever"             | Billie Eilish O'Connell Finneas O'Connell                                       | Happier Than Ever                                         | 2021 | [ 6 ]         |
| "Hostage"                       | Billie Eilish O'Connell Finneas O'Connell                                       | Don't Smile at Me                                         | 2021 | [ 14 ]        |
| "Hotline Bling"                 | Aubrey Graham Paul Jefferies Timmy Thomas                                       | Adicionado à nenhum álbum                                 | 2018 | [ 15 ]        |
| "I Didn't Change My Number"     | Billie Eilish O'Connell Finneas O'Connell                                       | Happier Than Ever                                         | 2021 | [ 6 ]         |
| "I Love You"                    | Billie Eilish O'Connell Finneas O'Connell                                       | When We All Fall Asleep, Where Do We Go?                  | 2019 | [ 3 ]         |
| "Idontwannabeyouanymore"        | Billie Eilish O'Connell Finneas O'Connell                                       | Don't Smile at Me                                         | 2017 | [ 16 ]        |
| "Ilomilo"                       | Billie Eilish O'Connell Finneas O'Connell                                       | When We All Fall Asleep, Where Do We Go?                  | 2019 | [ 3 ]         |
| "L'amour de ma vie"             | Billie Eilish O'Connell Finneas O'Connell                                       | Hit Me Hard and Soft                                      | 2024 | [ 7 ]         |
| "Listen Before I Go"            | Billie Eilish O'Connell Finneas O'Connell                                       | When We All Fall Asleep, Where Do We Go?                  | 2019 | [ 3 ]         |
| "Lost Cause"                    | Billie Eilish O'Connell Finneas O'Connell                                       | Happier Than Ever                                         | 2021 | [ 6 ]         |
| "Lo Vas a Olvidar"              | Rosalía Vila Tobella Billie Eilish O'Connell Finneas O'Connell Pablo Díaz-Reixa | Trilha Sonora de Euphoria: Special                        | 2021 | [ 17 ]        |
| "Lovely"                        | Billie Eilish O'Connell Finneas O'Connell Khalid                                | Trilha Sonora de 13 Reasons Why: Season 2                 | 2018 | [ 18 ]        |
| "Lunch"                         | Billie Eilish O'Connell Finneas O'Connell                                       | Hit Me Hard and Soft                                      | 2024 | [ 7 ]         |
| "Male Fantasy"                  | Billie Eilish O'Connell Finneas O'Connell                                       | Happier Than Ever                                         | 2021 | [ 6 ]         |
| "My Boy"                        | Billie Eilish O'Connell Finneas O'Connell                                       | Don't Smile at Me                                         | 2017 | [ 14 ]        |
| "My Future"                     | Billie Eilish O'Connell Finneas O'Connell                                       | Happier Than Ever                                         | 2020 | [ 19 ]        |
| "My Strange Addiction"          | Billie Eilish O'Connell Finneas O'Connell                                       | When We All Fall Asleep, Where Do We Go?                  | 2019 | [ 3 ]         |
| "NDA"                           | Billie Eilish O'Connell Finneas O'Connell                                       | Happier Than Ever                                         | 2021 | [ 6 ]         |
| "No Time to Die"                | Billie Eilish O'Connell Finneas O'Connell                                       | Trilha Sonora de 007 - Sem Tempo para Morrer              | 2020 | [ 20 ]        |
| "Not My Responsibility"         | Billie Eilish O'Connell Finneas O'Connell                                       | Happier Than Ever                                         | 2021 | [ 6 ]         |
| "Ocean Eyes"                    | Finneas O'Connell                                                               | Don't Smile at Me Trilha Sonora de Tudo e Todas as Coisas | 2016 | [ 21 ] [ 22 ] |
| "Overheated"                    | Billie Eilish O'Connell Finneas O'Connell                                       | Happier Than Ever                                         | 2021 | [ 6 ]         |
| "Oxytocin"                      | Billie Eilish O'Connell Finneas O'Connell                                       | Happier Than Ever                                         | 2021 | [ 6 ]         |
| "Party Favor"                   | Billie Eilish O'Connell Finneas O'Connell                                       | Don't Smile at Me                                         | 2018 | [ 15 ]        |
| "Six Feet Under"                | Finneas O'Connell                                                               | Adicionado à nenhum álbum                                 | 2016 | [ 23 ]        |
| "Skinny"                        | Billie Eilish O'Connell Finneas O'Connell                                       | Hit Me Hard and Soft                                      | 2024 | [ 7 ]         |
| "The 30th"                      | Billie Eilish O'Connell Finneas O'Connell                                       | Guitar Songs                                              | 2022 | [ 24 ]        |
| "The Diner"                     | Billie Eilish O'Connell Finneas O'Connell                                       | Hit Me Hard and Soft                                      | 2024 | [ 7 ]         |
| "The Greatest"                  | Billie Eilish O'Connell Finneas O'Connell                                       | Hit Me Hard and Soft                                      | 2024 | [ 7 ]         |
| "Therefore I Am"                | Billie Eilish O'Connell Finneas O'Connell                                       | Happier Than Ever                                         | 2020 | [ 25 ]        |
| "TV"                            | Billie Eilish O'Connell Finneas O'Connell                                       | Guitar Songs                                              | 2022 | [ 26 ]        |
| "Watch"                         | Finneas O'Connell                                                               | Don't Smile at Me                                         | 2017 | [ 27 ]        |
| "Wildflower"                    | Billie Eilish O'Connell Finneas O'Connell                                       | Hit Me Hard and Soft                                      | 2024 | [ 7 ]         |
| "What Was I Made For?"          | Billie Eilish O'Connell Finneas O'Connell                                       | Barbie: The Album                                         | 2023 | [ 28 ]        |
| "When I Was Older"              | Billie Eilish O'Connell Finneas O'Connell                                       | Trilha Sonora de Roma                                     | 2019 | [ 29 ]        |
| "When the Party's Over"         | Finneas O'Connell                                                               | When We All Fall Asleep, Where Do We Go?                  | 2019 | [ 30 ]        |
| "Wish You Were Gay"             | Billie Eilish O'Connell Finneas O'Connell                                       | When We All Fall Asleep, Where Do We Go?                  | 2019 | [ 31 ]        |
| "Xanny"                         | Billie Eilish O'Connell Finneas O'Connell                                       | When We All Fall Asleep, Where Do We Go?                  | 2019 | [ 3 ]         |
| "You Should See Me in a Crown"  | Billie Eilish O'Connell Finneas O'Connell                                       | When We All Fall Asleep, Where Do We Go?                  | 2018 | [ 32 ]        |
| "Your Power"                    | Billie Eilish O'Connell Finneas O'Connell                                       | Happier Than Ever                                         | 2021 | [ 6 ]         |